# 朱丽娅 (电影)
《茱莉亞》（英語：Julia）是于1977年上映的一部關於納粹大屠殺的美國劇情片。由佛烈·辛尼曼導演，阿爾文·薩金特編寫劇本，根據麗蓮·海爾曼于1973年發表的著作《修飾痕》改編而成。電影講述了此書作者與一位終身伴侶“茱莉亞”之間的關係，茱莉亞在第二次世界大战之前的數年一直在與纳粹主义作鬥爭。由珍·芳達、凡妮莎·蕾格烈芙、贾森·罗巴兹、賀爾·賀爾布魯克、羅絲瑪麗·墨菲、麥斯米倫·雪爾以及梅莉·史翠普（電影處女作）主演。
本片在1977年10月2日上映，由二十世紀影業發行。上映后獲得了普遍的好評。在其7,000,000美元的預算中，共獲得20,700,000美元的票房。本片共榮獲第50届奥斯卡金像奖11項提名（包括但不限於奥斯卡最佳影片奖）以及3項獎項，包括最佳男配角（賈森·羅巴兹）、最佳女配角（蕾格烈芙）以及最佳改編劇本獎。還榮獲第35屆金球獎6項提名，包括但不限於最佳戲劇類影片。並榮獲劇情類最佳女主角以及最佳電影女配角獎。以及32届英国电影学院奖10項提名和4項獲獎，包括但不限於最佳影片。

## 外部鏈接
- 互联网电影数据库（IMDb）上《Julia》的资料（英文）
- AllMovie上《朱丽娅》的资料（英文）
- TCM电影资料库上《朱丽娅》的资料（英文）
- 美国电影学会目录上的《Julia》（英文）
- Box Office Mojo上《Julia》的資料（英文）
- 爛番茄上《朱丽娅》的資料（英文）
- 豆瓣电影上《朱丽娅》的資料 （简体中文）